# Olle Comstedt
Olle Comstedt, född 1908 i Karlskrona, död 1985 i Vedbaek i Danmark, var en svensk filmfotograf.
Han bosatte sig 1980 i Danmark.

## Filmfoto
- 1936 – Spöket på Bragehus
- 1936 – Stackars miljonärer
- 1936 – Vinterrapsodi
- 1937 – To levende og en død
- 1938 – Kamrater i vapenrocken
- 1940 – Christmas in Sweden, för Svenska Amerika Linjen
- 1962 – Åsa-Nisse på Mallorca